# Scoopkondensator
Ein Scoopkondensator oder Scoopkühler ist ein an Bord von Schiffen installierter Wärmetauscher, der auf Dampfschiffen zur Kondensation der Restdampfmenge und auf Motorschiffen zur Abgabe der im Kühlmittel enthaltenen Wärme an das Seewasser dient.

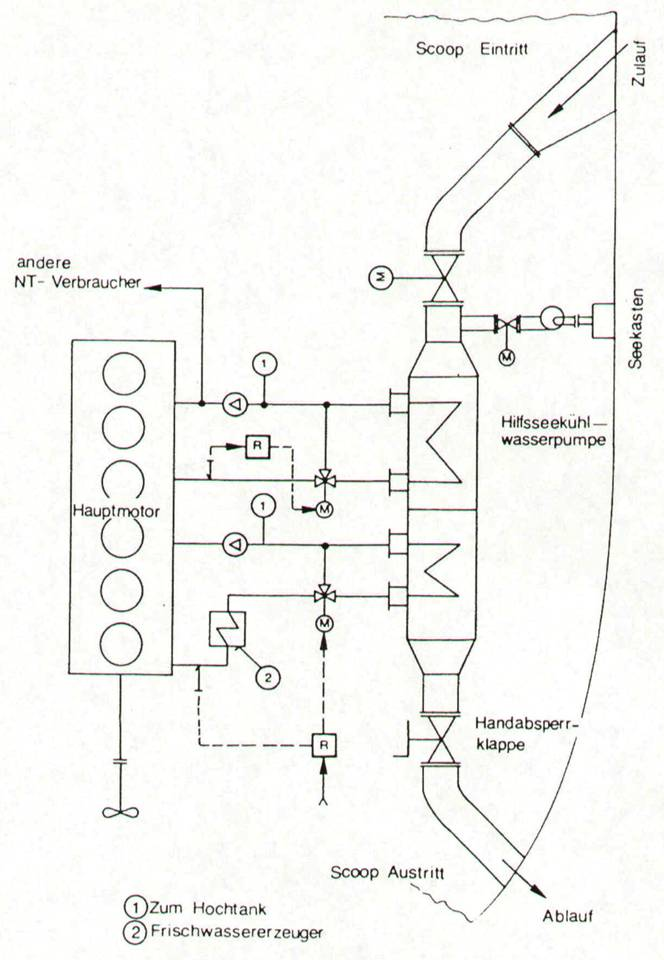
Kühlwassersystem für Motorschiffe mit Scoopkühler

Je nach Antriebsanlage der Schiffe werden 25 bis 60 % der mit dem Brennstoff zugeführten Energie an das Seewasser abgegeben. Dazu dient die Haupt-Seekühlwasserpumpe, die auf Dampfschiffen und später auch auf Motorschiffen durch Scoopkondensatoren bzw. Scoopkühler überflüssig wurde.

## Schiffsantriebsanlagen
Schiffe werden von Dieselmotoren, Dampfturbinen oder seltener von Gasturbinen angetrieben. Die Wirkungsgrade der Antriebsanlagen bei großen Schiffen liegen im Nennpunkt um 25 – 50 %. Der Rest geht als Verlustleistung mit dem Abgas über den Schornstein und über Kühlmedien verloren. Das bedeutet, am Propeller kommen, von Reibungsverlusten in den Lagern der Propellerwelle und der Stopfbuchse abgesehen, etwa 25 – 50 % der mit dem Brennstoff der Hauptmaschine zugeführten Leistung an.
Üblich zum Schiffsantrieb sind heute Dieselmotoren, da sie mit 40 – 50 % den höchsten Wirkungsgrad haben. Jeweils 25 – 30 % werden mit dem Abgas und dem Kühlwasser abgeführt.
Bei Dampfturbinenanlagen liegt der Wirkungsgrad um 30 – 40 %, je nach Aufwand der Dampfüberhitzung und Zwischenüberhitzung. Das ist der Grund, warum Dampfantriebsanlagen in der Handelsschifffahrt nur noch selten angewendet werden. Hier beträgt die im Dampfkessel anfallende Abgasverlustleistung 5 – 10 % und die im Kondensator übertragene Verlustleistung in das Kühlwasser etwa 55 – 60 %, wenn Strahlungsverluste vernachlässigt werden. Da die Leistung der elektrisch angetriebenen Haupt-Seekühlwasserpumpe aufgrund des großen Kühlwasservolumenstromes sehr hoch war, hatte man den Scoopkondensator entwickelt.

## Anordnung des Scoopkondensator

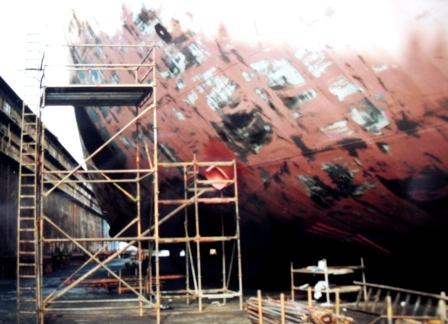
Schiff im Dock, Blick auf den Ausstrittsscoop

Dabei handelt es sich um einen Röhren-Wärmetauscher, dessen Rohre vom Seewasser in einer Richtung ohne Umlenkung durchströmt werden. Zur Verringerung von Strömungsverlusten werden die Rohrdurchmesser nicht zu klein gewählt. Außen um die Rohre herum strömt der Nassdampf aus der Niederdruckturbine, der an den kalten Rohraußenwänden kondensiert wird. Das Kondensat wird im Kondensattank gesammelt und gelangt über die Kondensatpumpe, den Speisewassertank, die Speisewasserpumpe und Vorwärmer wieder in den Kessel.
Der Scoopkühler wird seewasserseitig so angeordnet, dass er durch die Fahrt des Schiffes vom Seewasser gut durchströmt wird. Dabei werden Anordnungen sowohl parallel als auch quer zur Schifflängsachse gewählt. Die Zu- und Abströmung des Scoopkühlers hat dabei einen großen Einfluss, denn hier werden an der Außenhaut beim Rohrein- und -austritt löffelförmige Konstruktionen angebracht. Daher kam der Name Scoop (Scoop (engl.) = Löffel, Schöpfkelle). An der Eintrittsseite des Seewassers sorgt ein „Löffel“ hinter dem Rohr für einen Überdruck, an der Austrittseite sorgt ein „Löffel“ vor dem Rohr für Unterdruck. Die Fahrtgeschwindigkeit und die durch die „Löffel“ verursachte Druckdifferenz sorgen für die Durchströmung des Scoopkühlers.
Als Vorteil gelten neben dem Fortfall der Kühlwasserpumpe mit entsprechender elektrischer Energieeinsparung auch, dass der Kühlwasservolumenstrom über die Fahrtgeschwindigkeit der zu kondensierenden Dampfmenge angepasst wird. Als Nachteil des Scoopkühlers gilt der höhere Preis und der größere Platzbedarf. Im Hafenbetrieb wird der Kondensator von der Hilfs-Seekühlwasserpumpe versorgt, die aufgrund der kleinen Dampfmenge und des niedrigen Strömungswiderstandes jedoch eine geringe elektrische Leistung aufnimmt.

## Anwendung bei Motorschiffen

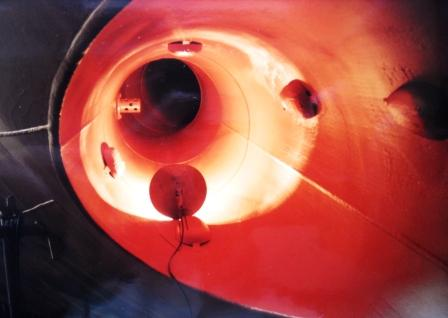
Blick in das Austrittsrohr des Scoopkühlers eines Motorschiffes

Die auf die Antriebsleistung bezogene etwa doppelt so hohe Kühlwassermenge von Dampfschiffen war der Grund, Scoopkondensatoren zuerst auf diesen Schiffe einzusetzen. Bei den F&E-Arbeiten und Optimierungen für das Schiff der Zukunft (SdZ) als Antwort auf die zweite Ölkrise hatten die beteiligten Ingenieure den Vorteil der elektrischen Energieeinsparung hoch bewertet. Daher wurde dieses Prinzip als Scoopkühler erstmals auf einem Motorschiff eingeführt. Das erste fertiggestellte Schiff der Zukunft war 1985 die Norasia Samantha, die bei den Kieler Howaldtswerke-Deutsche Werft (HDW) als Containerschiff gebaut wurde. 1986 folgten bei HDW größere Containerschiffe, die viele Elemente, so auch die Scoopkühler enthielten.